# Cattedrale di Bayeux
La cattedrale di Nostra Signora (in francese Cathédrale Notre-Dame de Bayeux), capolavoro dell'architettura romanica e gotica in Normandia, è il principale luogo di culto cattolico di Bayeux, nel dipartimento del Calvados. La chiesa, sede del vescovo di Bayeux-Lisieux, è monumento storico di Francia dal 1862.

## Storia

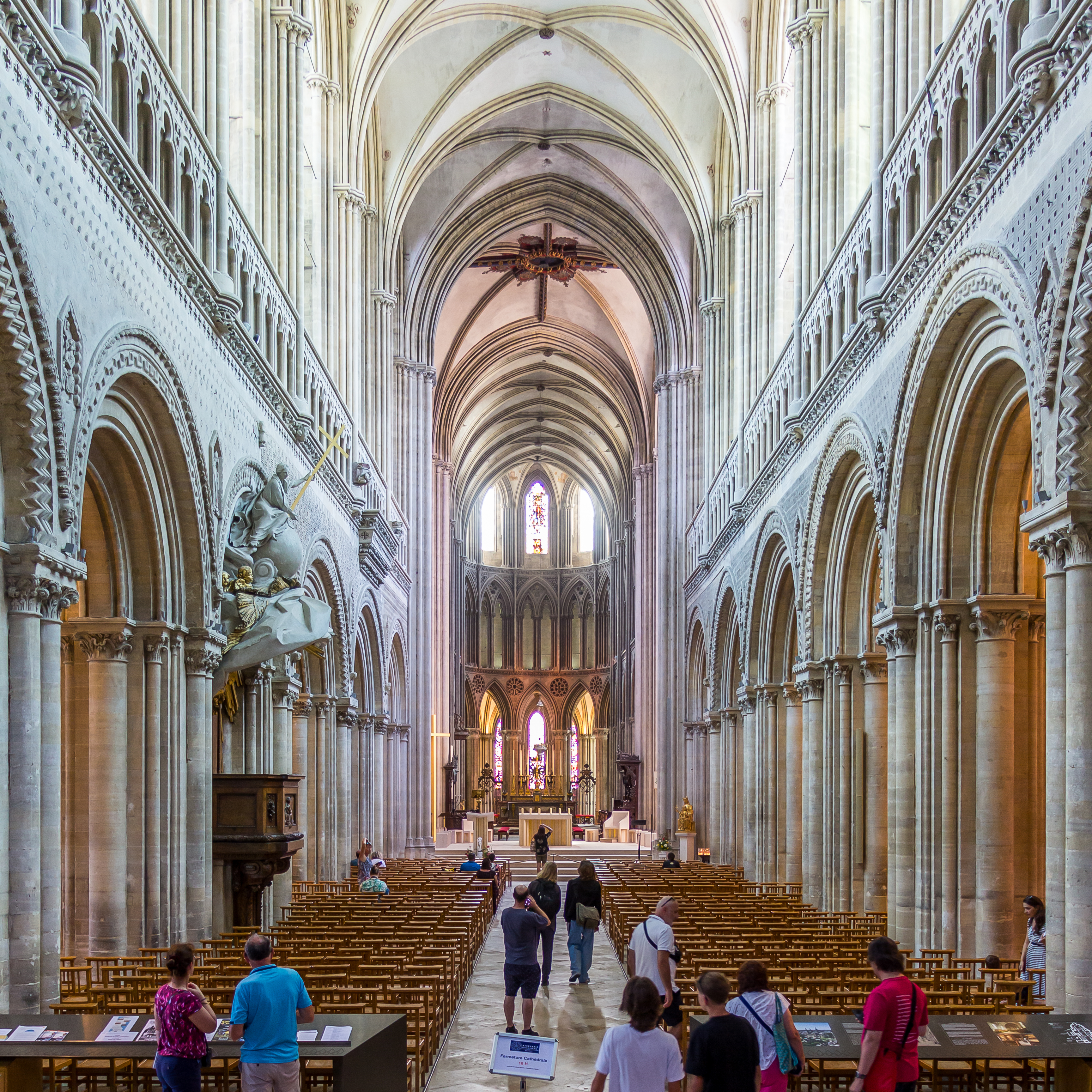
Interno

Situata presumibilmente nel foro della città romana di Augustodurum e al posto di un edificio merovingio, l'attuale cattedrale fu consacrata nel 1077 insieme al notevole complesso episcopale ancora oggi ben conservato.
A seguito di un incendio, Ugo II di Bayeux (1015-1049) ne decise la ricostruzione. Essa fu terminata dal suo successore, Oddone di Bayeux. La navata centrale era fiancheggiata da navate laterali sormontate da tribune. Essa possedeva anche una torre-lanterna. Fu consacrata dall'arcivescovo di Rouen, Jean d'Ivry, il 14 luglio 1077, in presenza del duca-re Guglielmo, con Matilde.
Gli elementi romanici primitivi dell'XI secolo ancora visibili ai nostri giorni sono costituiti dalla cripta (1050-1060) e dalle torri del massiccio occidentale (verso il 1070-1090). La cripta è costituita da tre navate con volte a crociera poggianti su capitelli dell'XI secolo, prevalentemente ornati da foglie di acanto. Sono parimenti conservati nella cripta due capitelli dell'XI secolo, provenienti dalla crociera del transetto e messi in luce in occasione dei lavori di restauro della torre centrale. Essi sono tra i più notevoli capitelli istoriati normanni dell'epoca ducale (1060-1070). Gli altri elementi decorativi, in particolare gli affreschi, risalgono al XV secolo.

## I portali

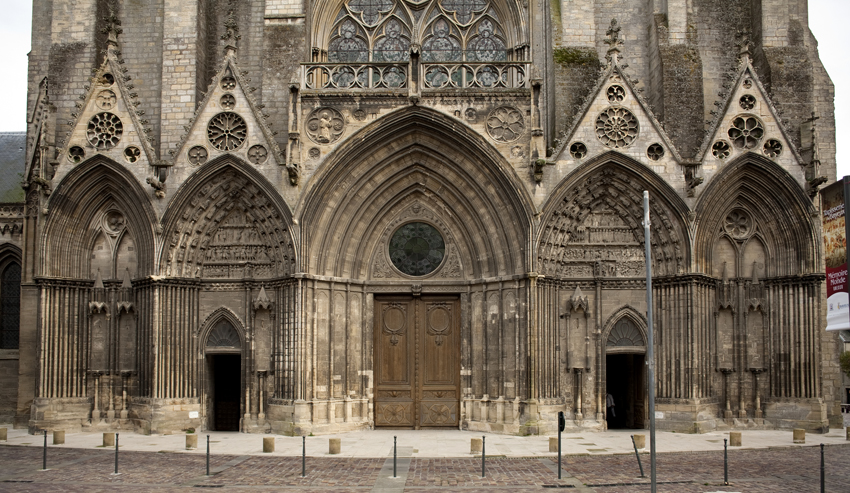
I cinque portali della facciata occidentale, sormontati ciascuno da una gabbia.
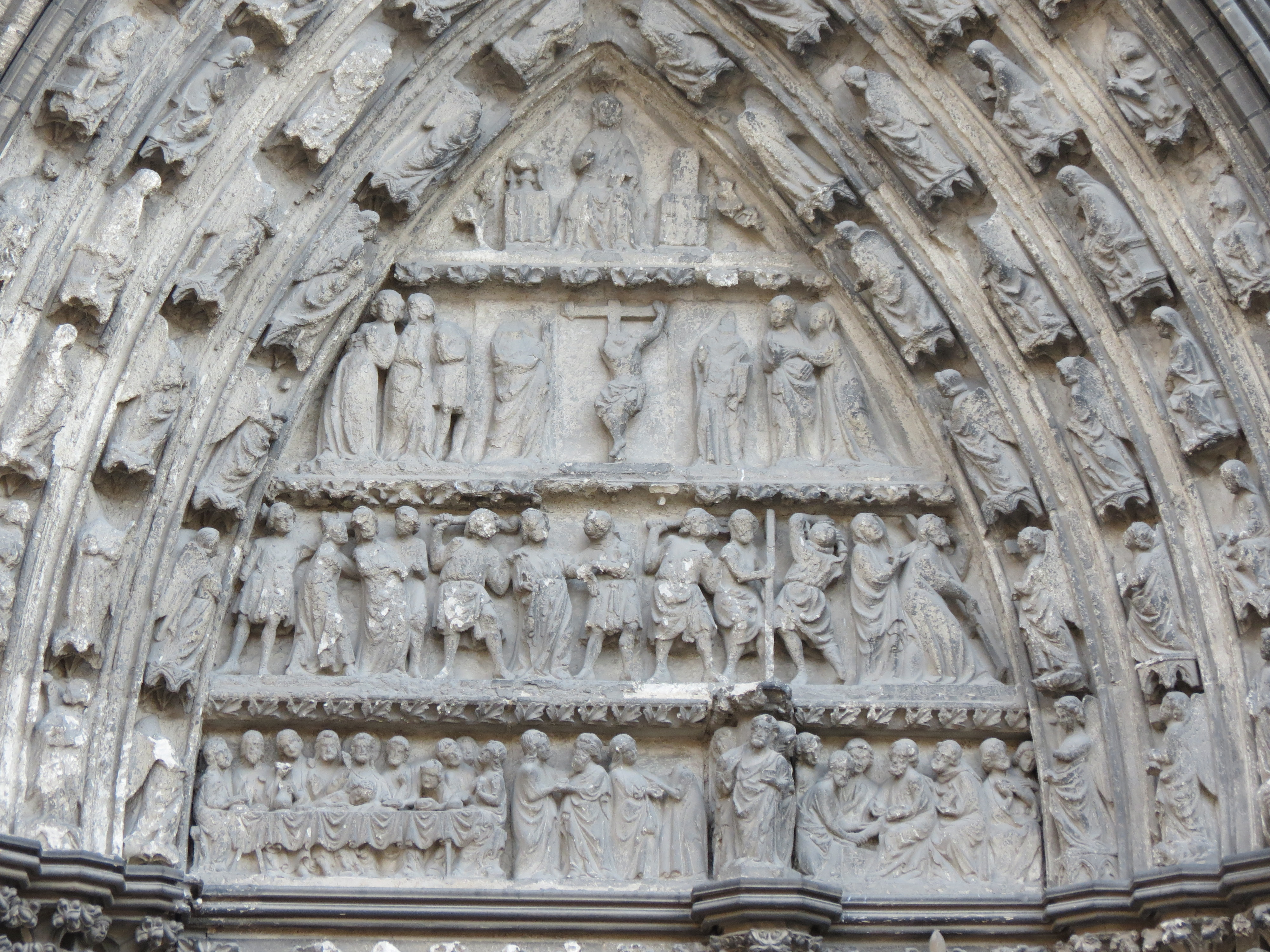
Timpano del portale nord, narrante la Passione di Cristo.
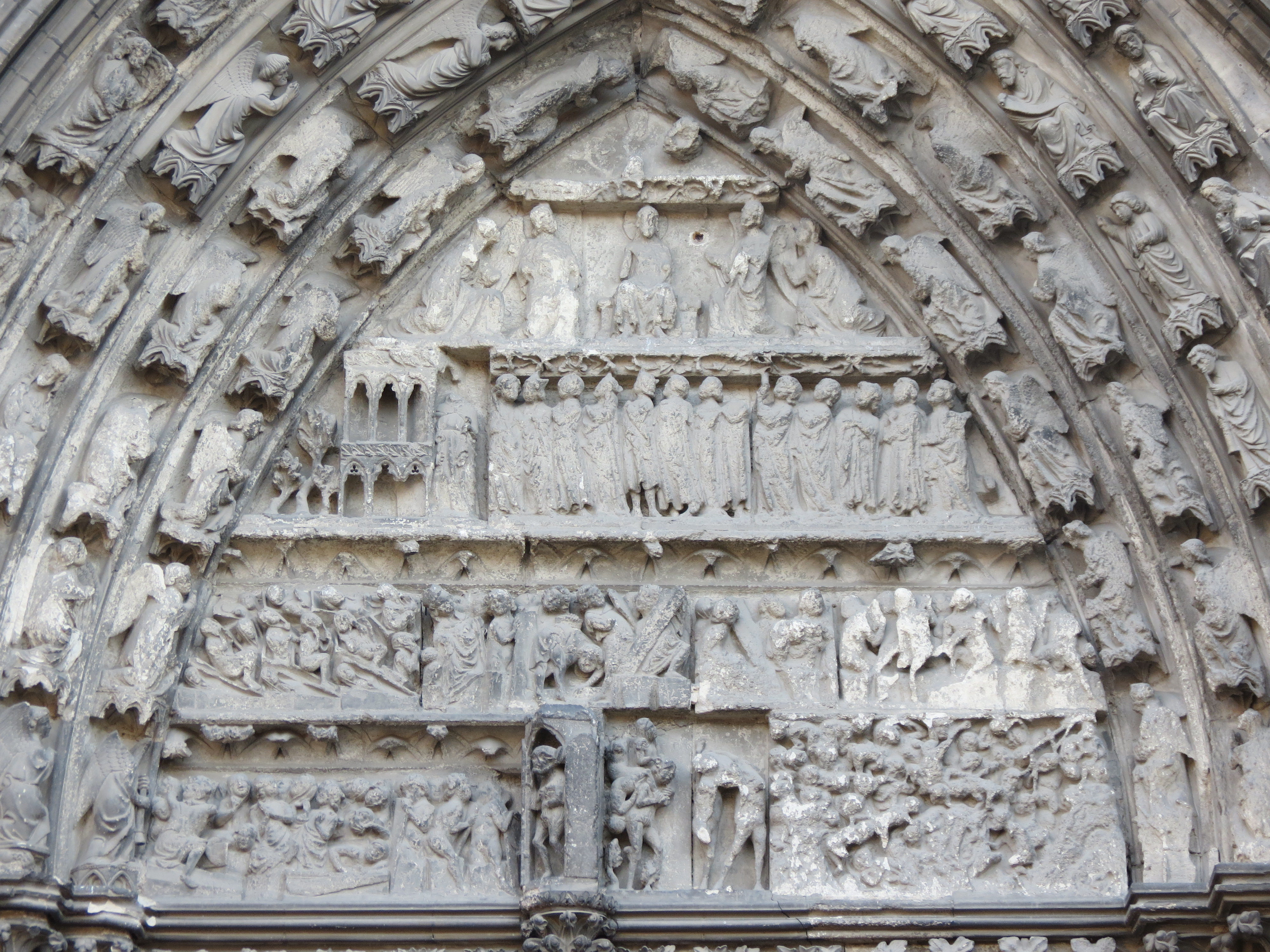
Timpano del portale sud, che rappresenta il Giudizio universale.
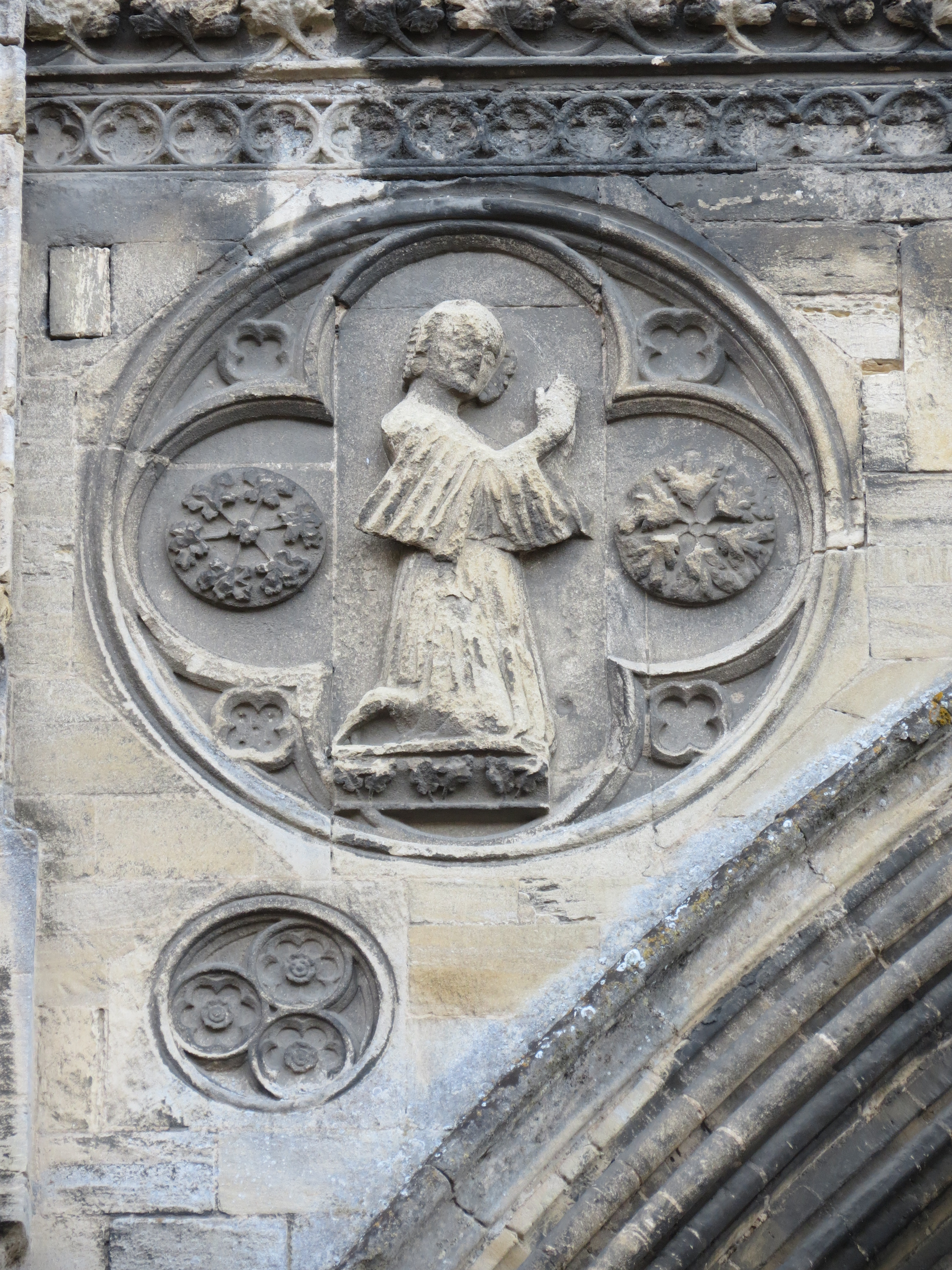
Un chierico inginocchiato, sull'angolare sinistro della balaustra del portale centrale